# Bolitoglossa tapajonica
Espèce
Bolitoglossa tapajonica est une espèce d'urodèles de la famille des Plethodontidae.

## Répartition
Cette espèce est endémique du Pará au Brésil. Elle se rencontre dans les municipalités d'Itaituba et de Juruti entre 78 et 155 m d'altitude.

## Publication originale
- Brcko, Hoogmoed & Neckel-Oliveira, 2013 : Taxonomy and distribution of the salamander genus Bolitoglossa Dumeril, Bibron & Dumeril, 1854 (Amphibia, Caudata, Plethodontidae) in Brazilian Amazonica. Zootaxa, no 3686, p. 401-431.